# In My Feelings
In My Feelings是加拿大音乐人德雷克第五张录音室专辑《蝎》（2018年）中的一首歌曲。它于2018年7月10日被派送到节奏当代电台和当代流行电台，以作为这张专辑的第五首单曲。城市女孩为这首歌客串献声，但并未署名。这首歌在公告牌百强单曲榜登顶，并创下了一些记录。